# Harun Mehmedinović
Harun Mehmedinović (Sarajevo), američki fotograf i umjetnik bosanskog podrijetla. 

## Životopis
Rođen je u Sarajevu, a tijekom rata u Bosni došao je sa svojom obitelji u Ameriku (sin je poznatog bosanskog pisca Semezdina Mehmedinovića).
Danas Harun radi kao slobodan fotograf. Značajan je njegov projekt Bloodhoney, čije ime aludira na poznatu odredbu Bosne i Hercegovine kao zemlja krvi i meda: knjiga je sa slikama u slobodno-umjetničkom stilu.

## Djela
- Seance, 2013.[1]
- Persona, u pripremi

## Filmografija
- In the Name of the Son

## Vanjske poveznice
- Službene stranice